# 愛知県指定文化財一覧
愛知県指定文化財一覧（あいちけんしていぶんかざいいちらん）は、愛知県指定の文化財や史跡等を一覧形式でまとめたものであるが、全てを掲載しているわけではない。

## 有形文化財

### 建造物

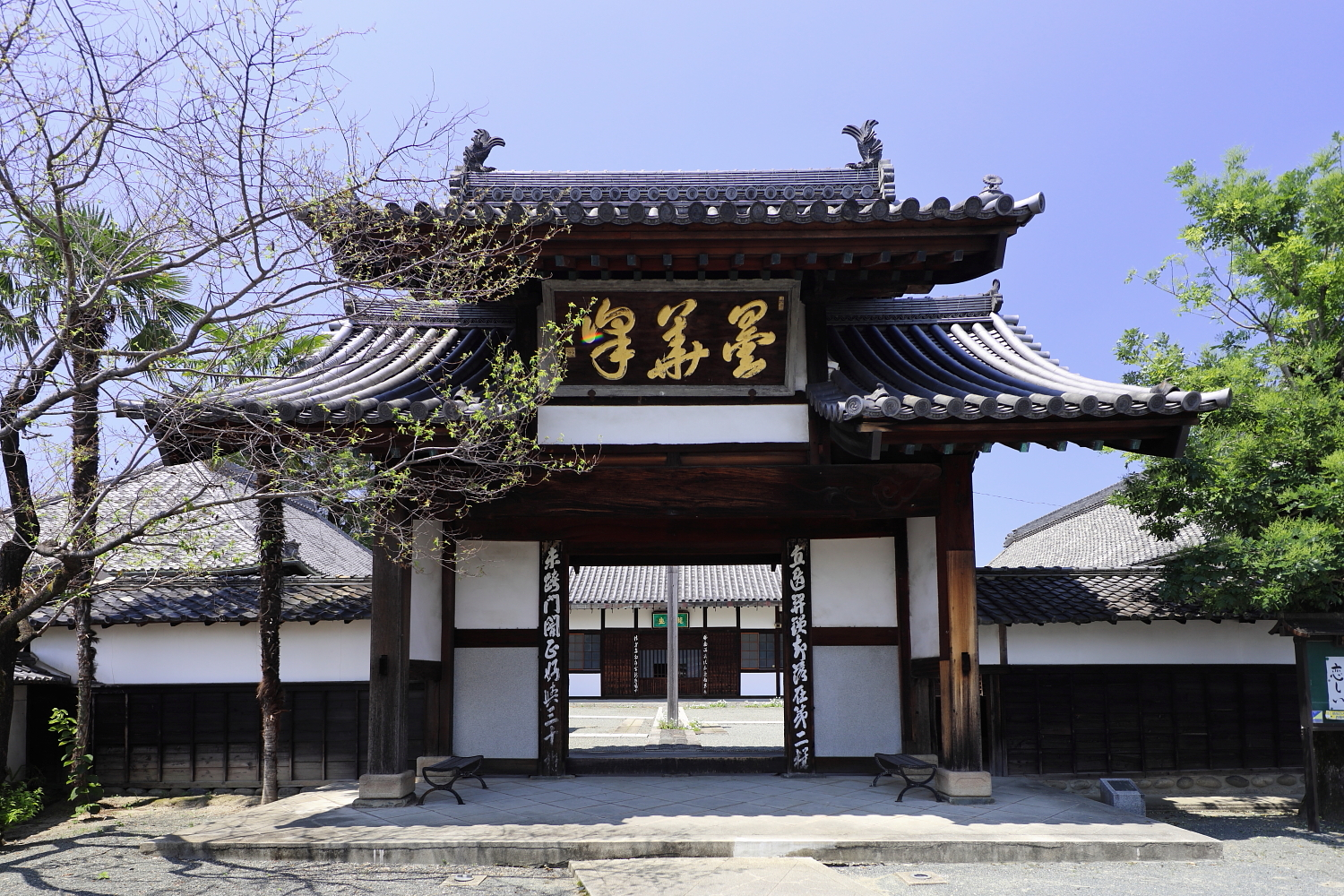
瑞泉寺総門

- 瑞泉寺総門 〔名古屋市緑区〕
- 井桁屋（服部家住宅） 〔名古屋市緑区〕
- 服部幸平家住宅倉 〔名古屋市緑区〕
- 建中寺徳川家霊廟 〔名古屋市東区〕
- 東照宮社殿 〔名古屋市中区〕
- 日泰寺草結庵 〔名古屋市千種区〕
- 日泰寺奉安塔 〔名古屋市千種区〕

附　石門及び玉垣、設計図（立面図）、礼拝殿、通天門、土塀
- 暮雨巷 - 三菱UFJ銀行所有 〔名古屋市瑞穂区〕
- 旧藤山家住宅日本家（龍興寺客殿）〔名古屋市昭和区〕
- 旧渡辺家書院及び茶室 〔名古屋市昭和区〕
- 伊藤家住宅 〔名古屋市西区〕
- 長慶寺無縫塔 〔名古屋市守山区〕
- 祐福寺勅使門 〔愛知郡東郷町〕
- 白山神社本殿 〔北名古屋市〕
- 妙興寺鐘楼 〔一宮市〕
- 長誓寺本堂 〔一宮市〕
- 曼陀羅寺伽藍（地蔵堂）〔江南市〕
- 宮後八幡社本殿 〔江南市〕
- 天道宮神明社楼門 〔犬山市〕
- 旧名古屋衛戍病院 3棟 〔犬山市〕 - 博物館明治村所有
- 内々神社社殿 3棟 〔春日井市〕
- 津島神社拝殿等 10棟 〔津島市〕
- 津島神社南門 〔津島市〕
- 八幡社本殿 〔愛西市〕
- 観福寺本堂 〔東海市〕
- 大御堂寺伽藍 4棟　❲美浜町❳

本堂、客殿、鐘楼、大門
- 旧山内家住宅 〔豊田市〕
- 旧稲橋銀行足助支店 〔豊田市〕
- 本證寺本堂 〔安城市〕
- 熊野神社射小屋並びに南山矢取塚 〔碧南市〕
- 西福寺鐘楼 〔西尾市〕
- 幡頭神社境内社神明社本殿 〔西尾市〕
- 幡頭神社境内社熊野社本殿 〔西尾市〕
- 八劔神社本殿 〔西尾市〕
- 神明社本殿 〔西尾市〕
- 実相寺釈迦堂 〔西尾市〕
- 長圓寺肖影堂 〔西尾市〕
- 旧糟谷縫右衛門住宅 〔西尾市〕
- 大樹寺伽藍 6棟 〔岡崎市〕

大方丈、総門、三門、旧裏一の門・裏二の門、鐘楼
- 明願寺淇篆庵並水屋 〔岡崎市〕
- 大恩寺山門 〔豊川市〕
- 龍源寺黒門 〔豊川市〕
- 三明寺本堂 〔豊川市〕
- 賀茂神社本殿 〔豊橋市〕
- 八幡神社本殿 〔北設楽郡設楽町〕

### 絵画
- 絹本著色円光大師画像 〔愛知郡東郷町〕 ※祐福寺が所有
- 絹本著色遣迎二尊画像 〔愛知郡東郷町〕 ※祐福寺が所有
- 織田信長公像 〔名古屋市中区〕 ※總見寺が所有
- 旧清洲城障壁画 〔名古屋市中区〕 ※總見寺が所有
- 伝虎関師錬頂相 〔名古屋市中区〕 ※總見寺が所有
- 長谷川宗宅騎馬図 〔名古屋市中区〕 ※總見寺が所有
- 紙本著色四季花鳥図屏風 山本梅逸筆 〔名古屋市瑞穂区〕 ※名古屋市博物館が所有
- 絹本著色弁財天像 〔知多郡東浦町〕
- 絹本著色諸尊集会図 〔知多郡東浦町〕
- 絹本著色山越阿弥陀如来像 〔岡崎市〕 ※大樹寺が所有
- 絹本著色当麻曼荼羅絵 〔岡崎市〕 ※大樹寺が所有
- 絹本著色二十五菩薩来迎図 〔岡崎市〕 ※大樹寺が所有
- 僧月僊作品群 〔岡崎市〕 ※昌光律寺が所有
- 絹本著色善光寺如来絵伝 〔岡崎市〕 ※満性寺が所有
- 絹本著色法然上人絵伝 〔岡崎市〕 ※満性寺が所有
- 絹本著色太子講讃孝養の図 〔岡崎市〕 ※満性寺が所有
- 絹本著色持鉢釈迦如来画像 〔岡崎市〕 ※萬松寺が所有
- 絹本著色観音菩薩像 〔西尾市〕 ※養寿寺が所有
- 本著色地蔵菩薩像 〔西尾市〕 ※養寿寺が所有

### 彫刻

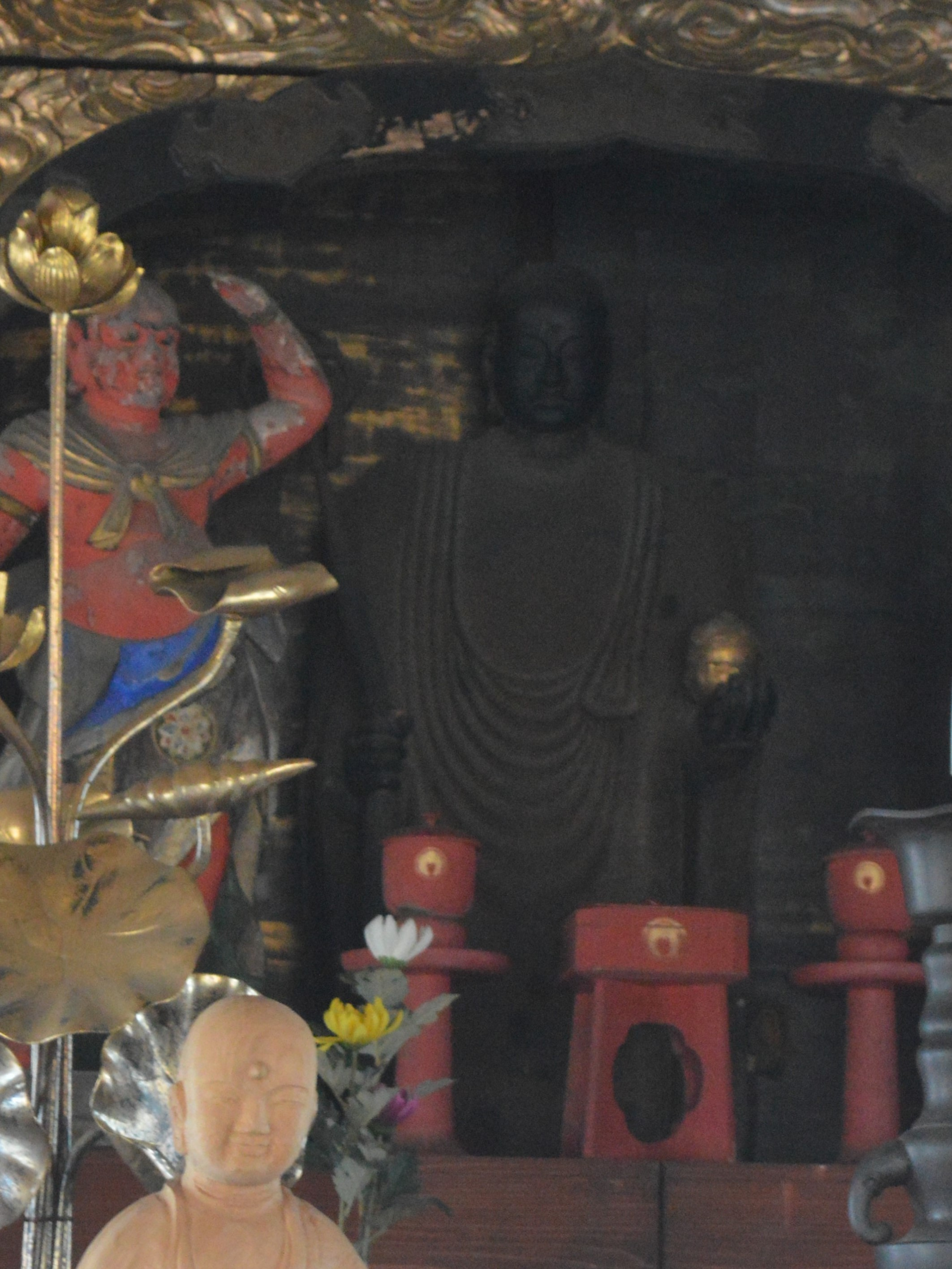
常観寺鋳鉄地蔵菩薩立像

- 龍光寺木造十一面観世音菩薩立像 〔一宮市〕
- 性海寺 〔稲沢市〕

木造阿弥陀如来坐像
木造南無仏太子像
- 禅源寺木造阿弥陀如来坐像 〔稲沢市〕
- 長暦寺 〔稲沢市〕

木造阿弥陀如来坐像
木造大日如来坐像
- 安楽寺木造阿弥陀如来坐像 〔稲沢市〕
- 善應寺銅造大日如来坐像 〔稲沢市〕
- 青宮寺木造聖徳太子立像 〔稲沢市〕
- 常楽寺木造如来坐像 〔稲沢市〕
- 大仏堂木造阿弥陀如来坐像 〔江南市〕
- 常観寺鋳鉄地蔵菩薩立像 〔江南市〕
- 麟慶寺木造大日如来座像 〔春日井市〕
- 下半田川文化財保存会 〔瀬戸市〕

木造阿弥陀如来立像
木造十一面観音菩薩立像
- 賢林寺木造十一面観音菩薩坐像 〔小牧市〕
- 長松寺鋳鉄地蔵菩薩立像 〔丹羽郡大口町〕
- 顕宝寺鋳造誕生仏立像 〔丹羽郡扶桑町〕
- 常安寺鋳造誕生仏立像 〔西春日井郡豊山町〕
- 甚目寺木造金剛力士像 〔あま市〕
- 蓮華寺木造仏頭 〔あま市〕
- 釜地蔵寺鋳鉄地蔵菩薩立像 〔愛西市〕
- 蓮台寺〔津島市〕

木造弥阿上人坐像
木造一向上人坐像
- 津島神社石造狛犬 〔津島市〕
- 浄蓮寺木造四天王像 4躯 〔津島市〕
- 西光寺木造地蔵菩薩立像 〔津島市〕
- 明安寺木造仏頭 〔津島市〕

附　仏像残欠
- 弥勒寺銅造阿弥陀如来坐像 〔弥富市〕
- 高田寺木造大黒天立像 〔北名古屋市〕
- 平田寺木造五劫思惟弥陀坐像 〔北名古屋市〕
- 全昌寺鋳鉄地蔵菩薩立像 〔北名古屋市〕
- 聖徳寺木造聖徳太子立像 〔名古屋市熱田区〕
- 観聴寺鋳鉄地蔵菩薩立像 2躯 〔名古屋市熱田区〕
- 熱田神宮 〔名古屋市熱田区〕

神事面（老爺）
神事面（壮年男）
神事面（若人） - 南北朝
神事面（若人） - 室町
- 青大悲寺鋳鉄地蔵菩薩立像 〔名古屋市熱田区〕
- 栄国寺木造阿弥陀如来坐像 〔名古屋市中区〕
- 笠覆寺木造十一面観音菩薩立像 〔名古屋市南区〕
- 観福寺木造十一面観音菩薩立像 〔東海市〕
- 平泉寺 〔知多郡阿久比町〕

木造不動明王立像
木造毘沙門天立像
木造阿弥陀如来坐像
- 高讃寺木造仁王像 〔常滑市〕
- 大御堂寺木造阿弥陀如来坐像 〔知多郡美浜町〕
- 極楽寺木造阿弥陀如来立像 〔知多郡南知多町〕
- 円通寺木造毘沙門天立像 〔大府市〕
- 海会寺木造聖観世音菩薩立像 〔刈谷市〕
- 崇福寺木造伽羅香木阿弥陀如来立像 〔刈谷市〕
- 印内区木造薬師如来坐像 〔安城市〕
- 本證寺木造慶円上人坐像 附台座天板 〔安城市〕 - 安城市歴史博物館寄託
- 平勝寺木造二天立像 〔豊田市〕
- 昌全寺木造観世音菩薩坐像 〔豊田市〕
- 常福寺木造十一面観音菩薩立像 〔豊田市〕
- 滝山寺木造狛犬 〔岡崎市〕
- 満性寺木造南無仏太子像 〔岡崎市〕
- 土呂八幡宮木造阿弥陀如来坐像 〔岡崎市〕
- 真福寺塑造仏頭 〔岡崎市〕
- 大樹寺 〔岡崎市〕

木造阿弥陀如来坐像
木造勢誉上人坐像
- 称名寺木造阿弥陀如来坐像 〔岡崎市〕
- 実相寺木造釈迦三尊像 〔西尾市〕

附　胎内収納文書七通
- 金蓮寺木造阿弥陀如来及び両脇侍像 〔西尾市〕
- 華蔵寺吉良義央の木像 〔西尾市〕
- 海蔵寺木造阿弥陀如来坐像 〔西尾市〕
- 久麻久神社木造牛頭天王神像 〔西尾市〕
- 修法寺銅造菩薩立像 〔西尾市〕- 西尾市岩瀬文庫寄託
- 長圓寺木造板倉勝重坐像 〔西尾市〕
- 願成寺木造釈迦如来坐像 〔西尾市〕
- 財賀寺 〔豊川市〕

木造宝冠阿弥陀如来坐像
木造阿弥陀如来坐像
- 龍源寺木造宗鼎仲易肖像 〔豊川市〕
- 大恩寺木造阿弥陀如来坐像 〔豊川市〕
- 熊野神社木造狛犬 〔豊川市〕

附　神社古記録第一号
- 八幡宮木造狛犬 〔豊川市〕
- 補陀寺 〔蒲郡市〕

木造薬師如来立像
木造馬頭観音立像
- 相楽西共有木造十一面観音立像 〔蒲郡市〕
- 永向寺木造愛染明王坐像 〔蒲郡市〕
- 正養寺木造十一面観音立像 〔新城市〕
- 熊野神社 〔新城市〕

木造不動明王立像
木造熊野三所懸仏 3面
- 普門寺木造不動明王・二童子各立像 〔豊橋市〕
- 賀茂神社猿田彦古面 〔豊橋市〕
- 萬福寺木造阿弥陀如来坐像 〔豊橋市〕
- 長興寺木造観世音菩薩立像 〔田原市〕

以下は個人等所有のため所在不詳
- 木造兜跋毘沙門天立像
- 木造聖観音立像 - 平安
- 木造地蔵菩薩立像
- 木造聖観音菩薩立像 - 平安
- 木造十一面観音立像 - 鎌倉
- 木造薬師如来坐像
- 木造阿弥陀如来立像
- 木造聖観音菩薩立像 - 鎌倉
- 木造阿弥陀如来及び両脇待像
- 銅造仁王立像
- 木造釈迦如来立像
- 木造薬師如来立像
- 木造聖観音菩薩坐像
- 木造如意輪観音菩薩坐像
- 木造十一面観音菩薩立像 - 平安
- 木造観音菩薩立像
- 木造阿弥陀如来坐像 - 鎌倉
- 木造大日如来坐像
- 木造阿弥陀如来坐像 - 平安

### 工芸品
- 明治天皇御奉幣大判 〔名古屋市熱田区〕

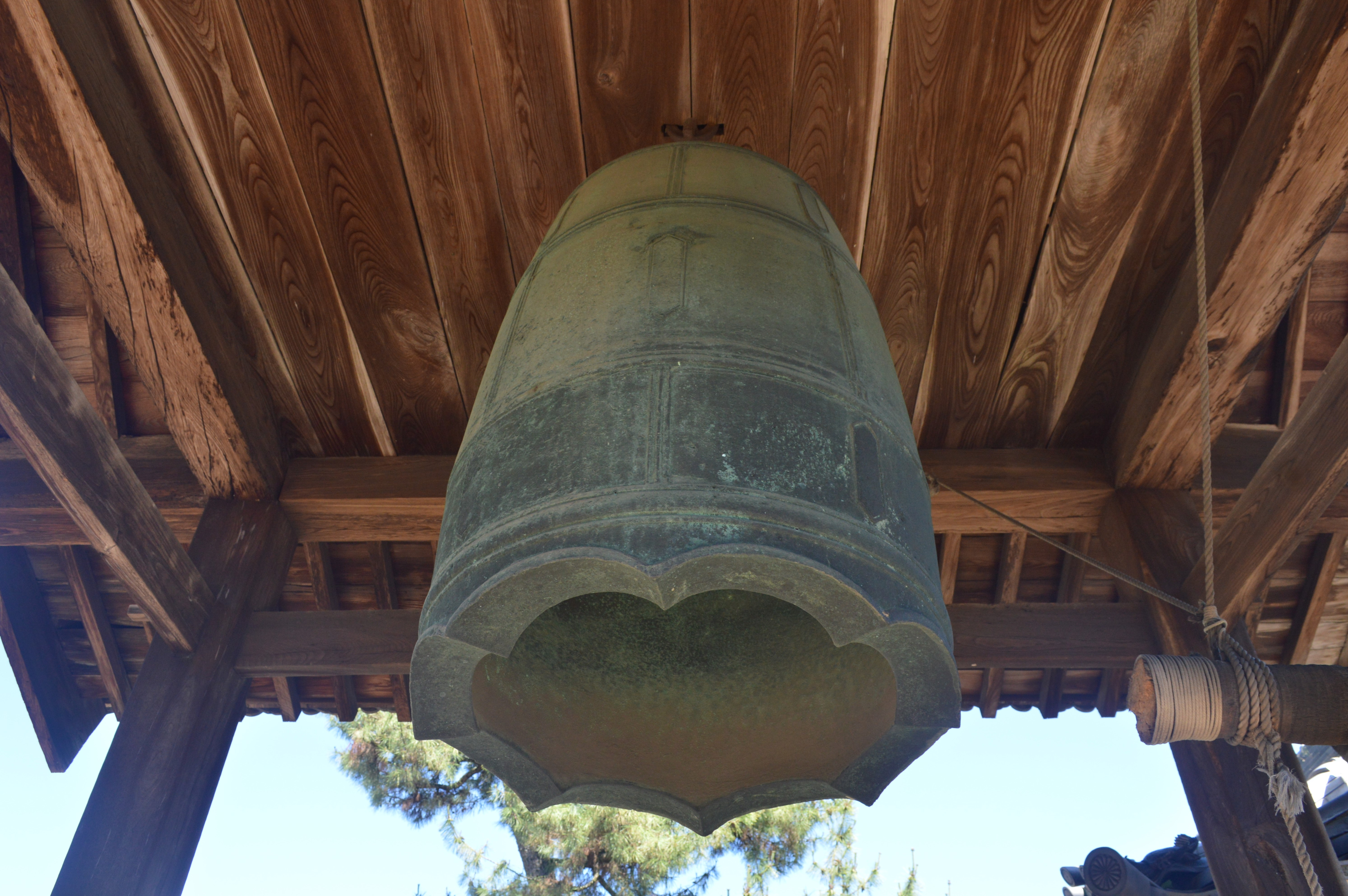
青銅製八葉宝鐸型梵鐘

- 脇差 無銘（号 あざ丸） 〔名古屋市熱田区〕
- 性海寺木造黒漆塗舎利厨子 〔稲沢市〕
- 性海寺竹製華籠付黒漆塗櫃 〔稲沢市〕
- 甚目寺梵鐘 〔あま市〕
- 刺繍普賢菩薩像 〔大府市〕
- 錫杖 〔岡崎市〕 ※滝山寺が所有
- 孔雀文磬 〔岡崎市〕 ※滝山寺が所有
- 木造菩薩面 〔岡崎市〕 ※滝山寺が所有
- 根来塗払子 〔岡崎市〕 ※萬松寺が所有
- 藍染繍衣陣羽織 〔岡崎市〕 ※萬松寺が所有
- 白麻二十五条袈裟 〔岡崎市〕 ※萬松寺が所有
- 唐絹萌黄七条甲袈裟 〔岡崎市〕 ※萬松寺が所有
- 磬 〔岡崎市〕 ※桜井寺が所有
- 雲版 〔西尾市〕 ※養寿寺が所有
- 青銅製八葉宝鐸型梵鐘〔西尾市〕 ※実相寺が所有
- 銅水瓶〔西尾市〕 ※実相寺が所有

### 書跡・典籍
- 熱田神宮神号 〔名古屋市熱田区〕
- 羽豆神社紺紙金字妙法蓮花経 〔知多郡南知多町〕
- 紙本墨書正法眼蔵写本 〔知多郡東浦町〕
- 異国降伏祈願施行状 〔知多郡東浦町〕
- 大樹寺文書 〔岡崎市〕 ※大樹寺が所有

### 考古資料
- 奥津社の三角縁神獣鏡 〔愛西市〕
- 藤井宮御酒瓶子 〔大府市〕
- 洞（伝）の銅鐸 〔岡崎市〕 ※法蔵寺が所有
- 岩津第1号古墳出土品 〔岡崎市〕

### 歴史資料
- 尾張国絵図 〔名古屋市中区〕
- 三河国絵図 〔名古屋市中区〕
- 性海寺理趣経板木 〔稲沢市〕

## 無形文化財
- 吉浜の細工人形つくり 〔高浜市〕

## 民俗文化財

### 有形
- 亀崎潮干祭の山車5台 〔半田市〕
- 光明寺算額 〔知多郡南知多町〕
- 泉蔵院算額 〔知多郡南知多町〕

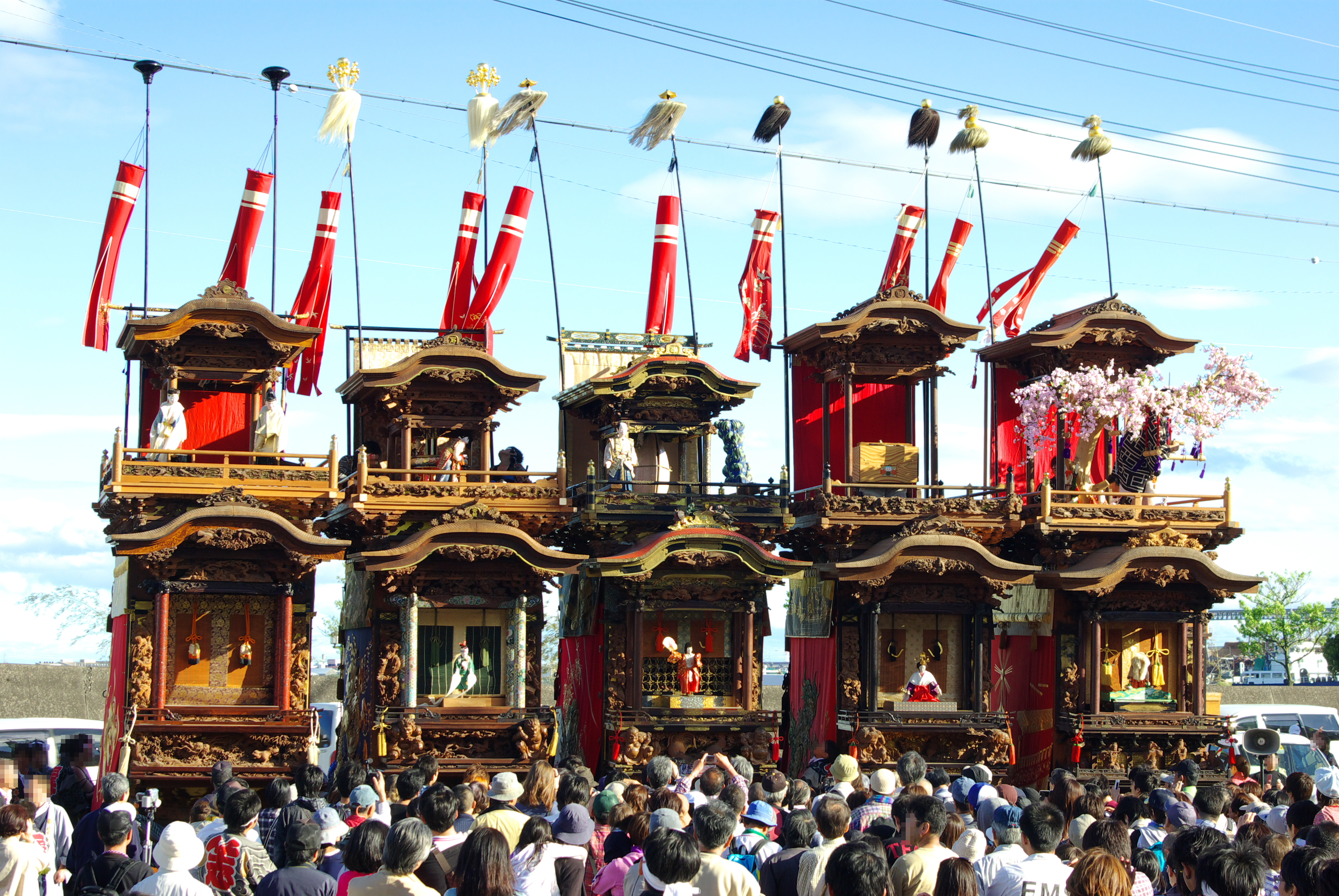
亀崎潮干祭の山車5台

- 大川神明宮の舞台 〔岡崎市〕 ※大川神明宮の所有
- 二川宿本陣宿帳 〔豊橋市〕
- 田峯観音の舞台〔北設楽郡設楽町〕

### 無形

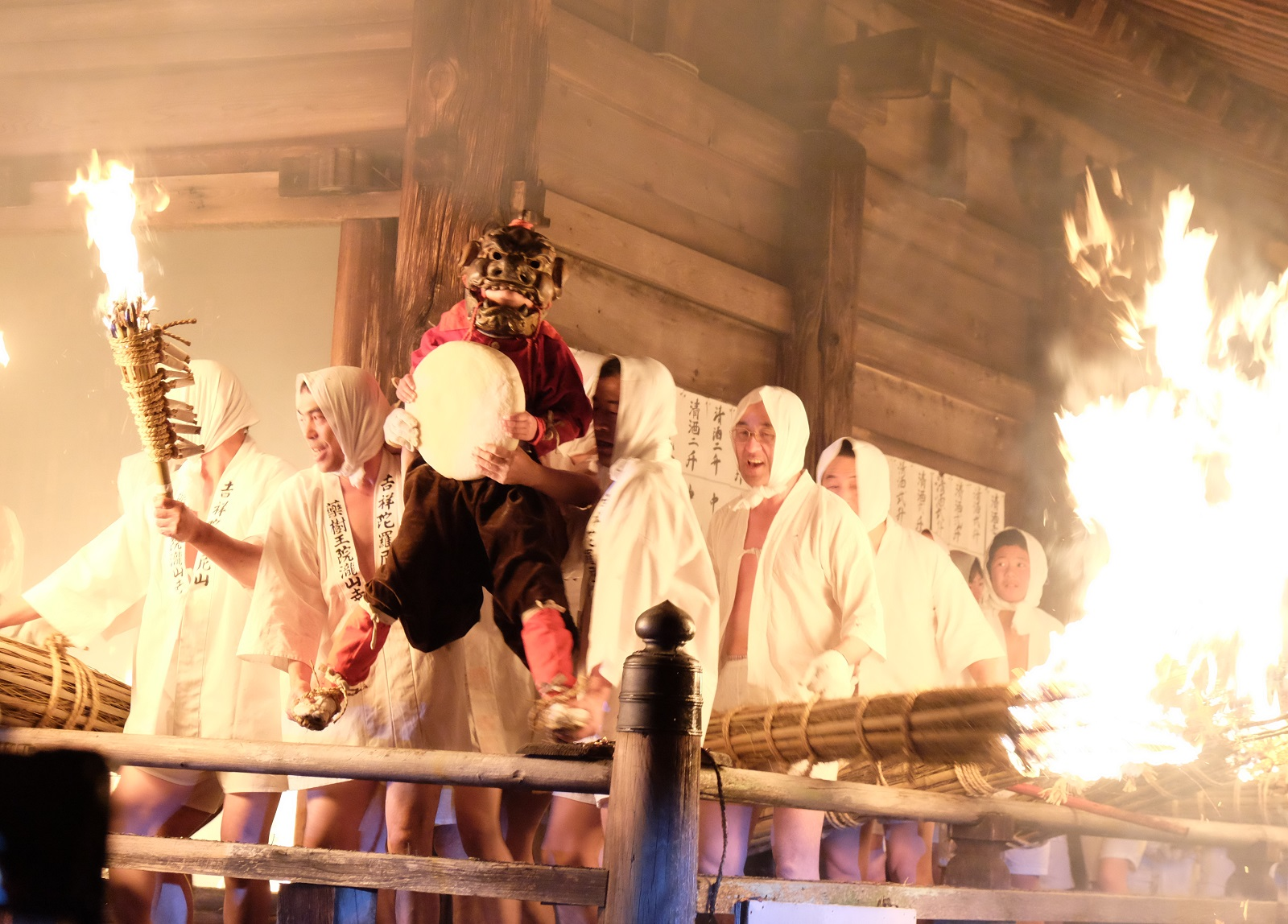
滝山寺鬼祭

- 滝山寺鬼祭 〔岡崎市〕
- 千万町の神楽 〔岡崎市〕
- 国府宮の儺追祭 〔稲沢市〕
- 万燈祭 〔刈谷市〕
- 東浦五か村虫供養行事 〔知多郡東浦町〕
- 藤江のだんつく獅子舞 〔知多郡東浦町〕

## 記念物

### 史跡

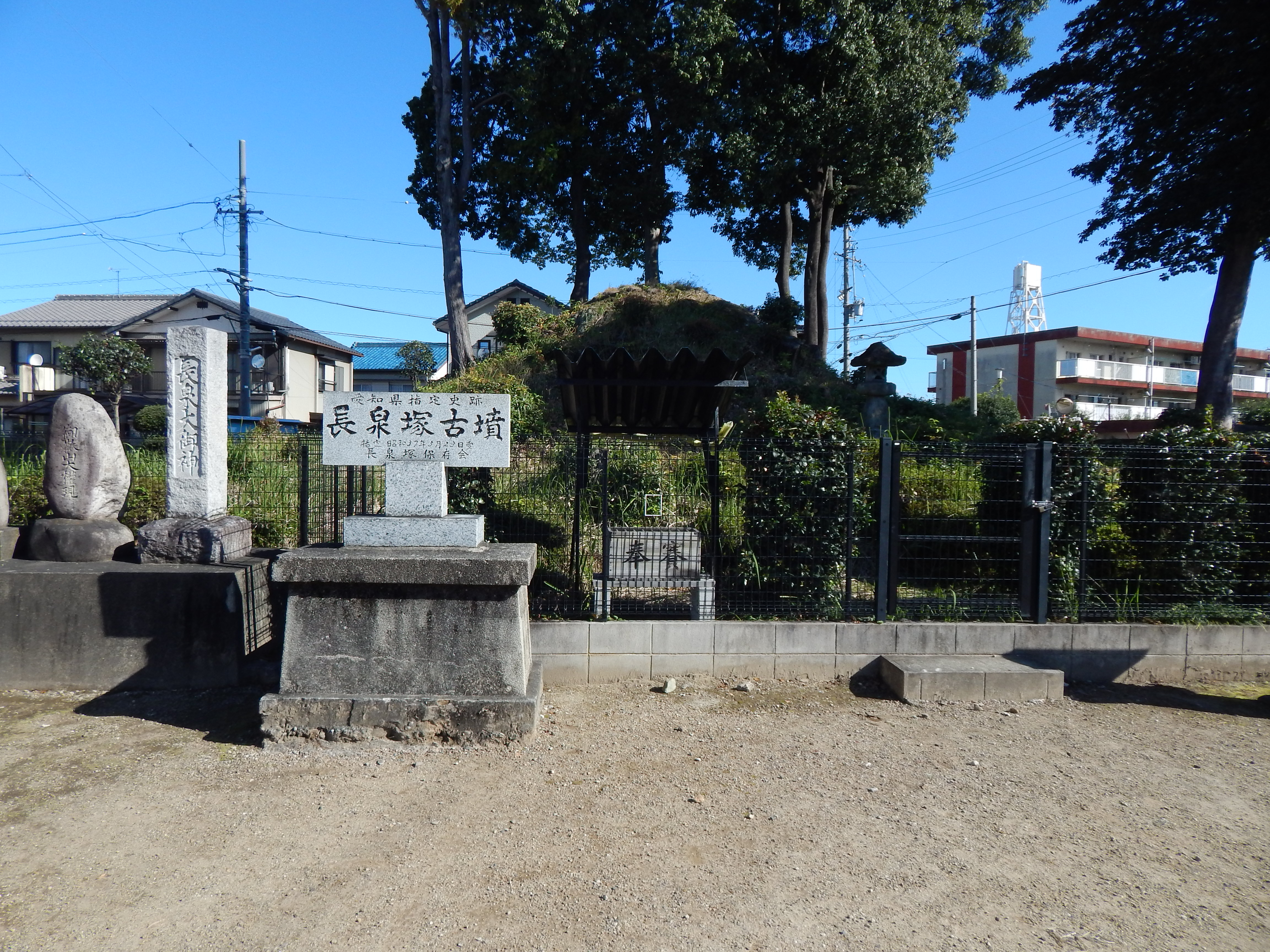
長泉塚古墳

- 小野道風誕生伝説地 〔春日井市〕
- 大高山古窯 〔半田市〕
- 長泉塚古墳〔丹羽郡扶桑町〕
- 刈谷西部の縄文遺跡〔刈谷市〕
- 岩場古墳 〔西尾市〕
- 来迎寺一里塚 〔知立市〕
- 宇利城跡 〔新城市〕

### 名勝
- 満光寺庭園 〔新城市〕

### 天然記念物
- 起の大イチョウ〔一宮市〕
- 津島神社のイチョウ〔津島市〕
- 七宝町のラカンマキ〔あま市〕
- 摂取院のイブキ 〔半田市〕
- 大善院のイブキ〔常滑市〕
- 大野町のイブキ〔常滑市〕
- 壱町田湿地植物群落 〔知多郡武豊町〕
- 北山湿地 〔岡崎市〕

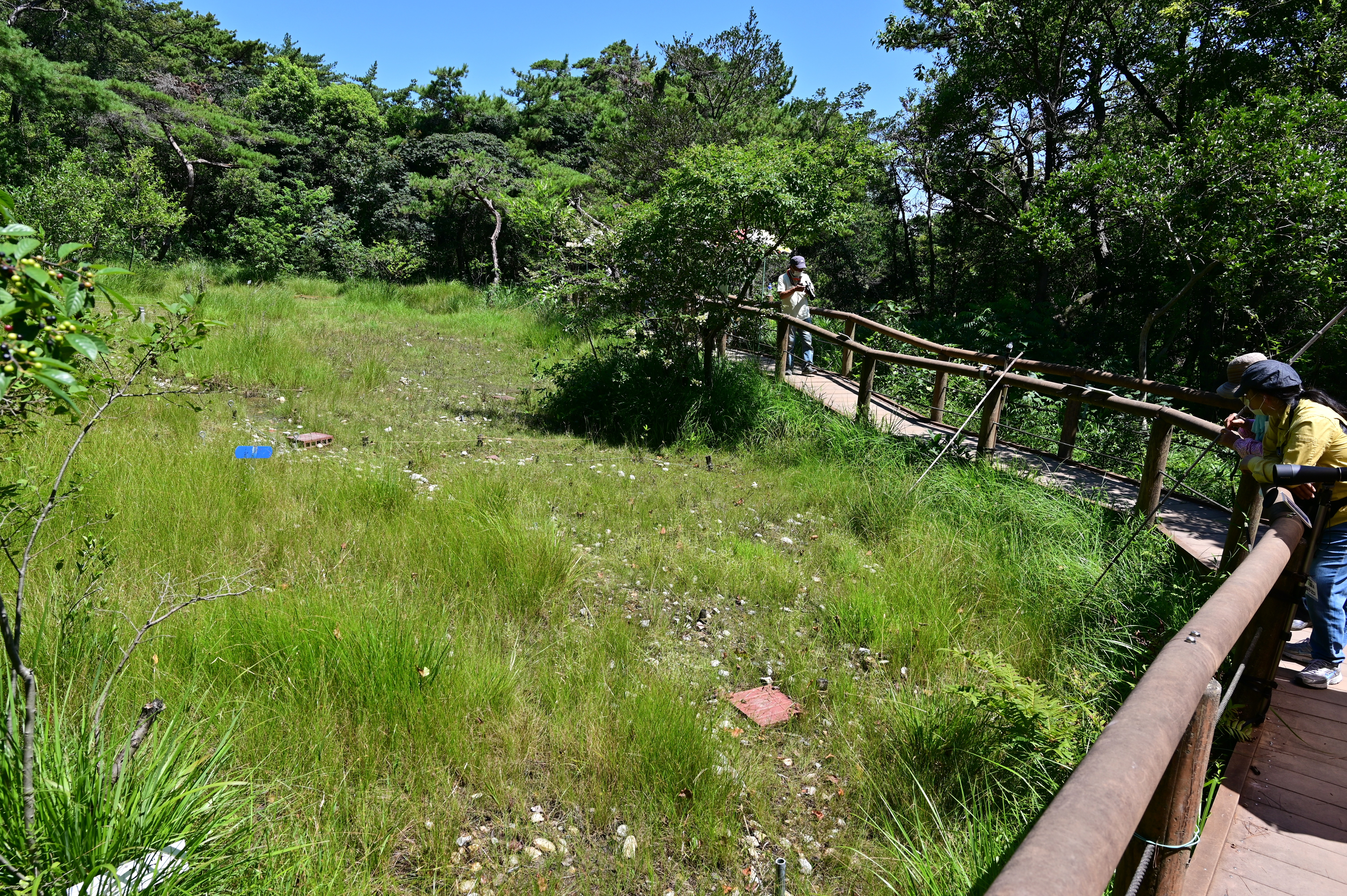
壱町田湿地植物群落

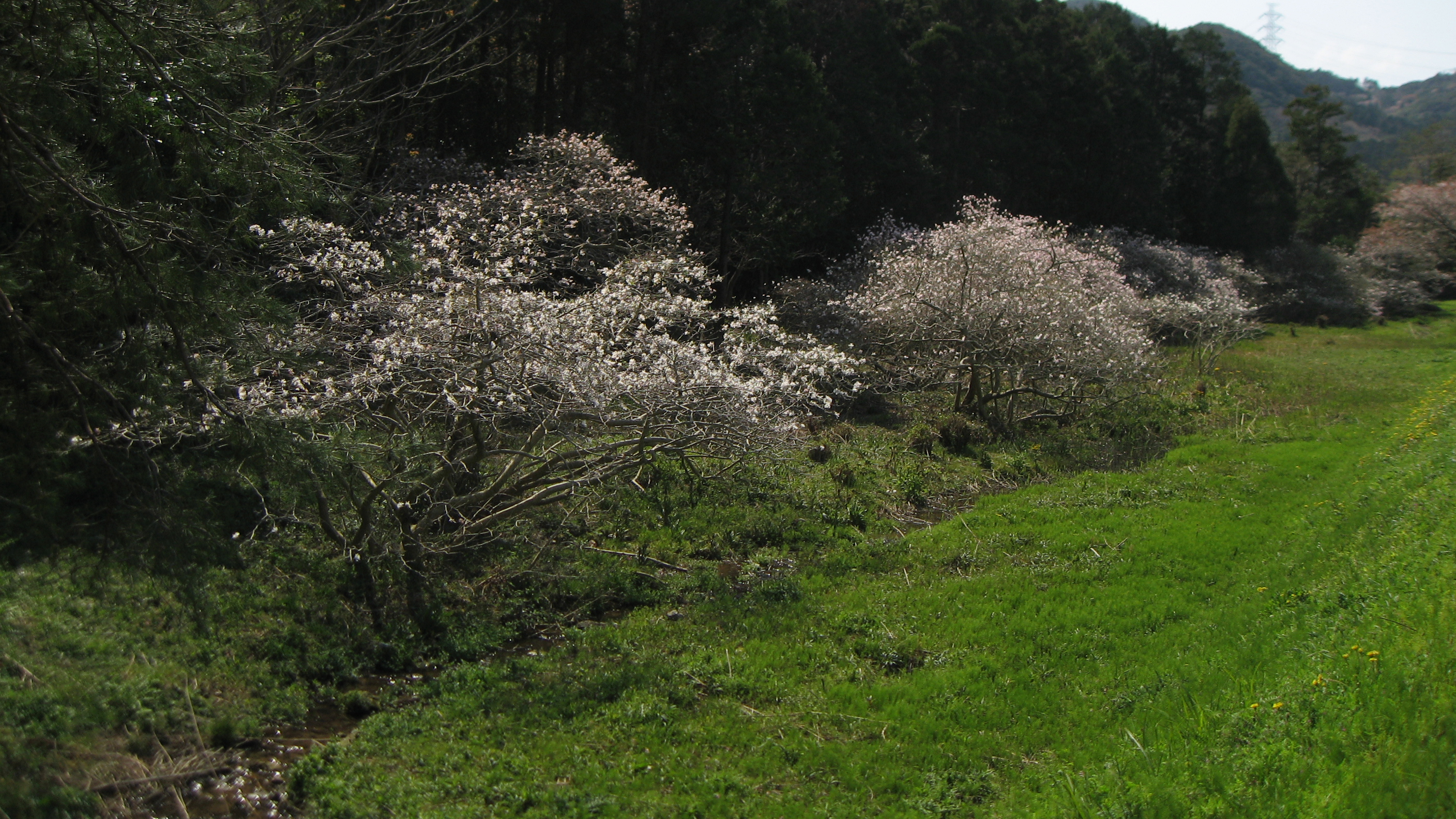
伊川津のシデコブシ

- 岡崎市立下山小学校のヤマザクラ 〔岡崎市〕
- 金龍寺のシダレザクラ 〔岡崎市〕
- 藤川の松並木 〔岡崎市〕
- 寺野の大クス 〔岡崎市〕 ※寺野薬師堂の所有
- 切山の大スギ 〔岡崎市〕 ※皇太神社の所有
- 八柱神社の樟〔豊田市〕
- 瑞龍寺のしだれ桜〔豊田市〕
- 本證寺のイブキ〔安城市〕
- 万福寺のイブキ〔知立市〕 ※萬福寺の所有
- 高師小僧 〔豊橋市〕
- 葦毛湿原 〔豊橋市〕
- 伊川津のシデコブシ〔田原市〕
- 黒河湿地植物群落〔田原市〕
- ハマボウの野生地〔田原市〕
- 津具八幡宮の杉〔北設楽郡設楽町〕
- 煮え渕ポットホール 〔北設楽郡東栄町〕